# Superman IV
Superman IV (Superman IV: The Quest for Peace) è un film del 1987 diretto da Sidney J. Furie.
Basato sul personaggio di Superman di DC Comics, è il sequel di Superman III (1983).
In questo episodio Superman decide di porre fine alla guerra fredda distruggendo gli arsenali nucleari americani e sovietici, e si trova a combattere l'Uomo Nucleare, un suo clone creato da Lex Luthor.
Il film ha ricevuto critiche negative, rappresentando la chiusura della serie cinematografica dedicata a Superman, che in effetti riprese solo nel 2006 con Superman Returns, pellicola che si pone come un ideale seguito di Superman e Superman II, tralasciando completamente gli eventi di Superman III e Superman IV.

## Trama
Evaso di prigione grazie all'intervento insperato del giovane nipote Lenny, Lex Luthor intravede la possibilità di distruggere Superman una volta per tutte. Proprio in quei giorni, i vertici diplomatici comunicano al mondo intero che i rapporti tra gli Stati Uniti e l'Unione Sovietica si sono fatti assai tesi, e che si è resa necessaria una corsa agli armamenti nucleari.
Il Daily Planet, frattanto, viene comprato da David Warfield, il quale vorrebbe trasformarlo in una testata scandalistica che si occupa quasi esclusivamente di gossip a luci rosse, ma trova l'opposizione di Perry White, Lois Lane e di Clark Kent, quindi affida alla sua bella figlia Lacy il compito di gestire il giornale assieme al capo Perry White. Lacy rimane molto affascinata da Clark, il quale, insieme a Lois, cerca di convincerla a mantenere la verità giornalistica. Mentre il telegiornale annuncia il fallimento del vertice internazionale e l'intenzione del presidente di rafforzare gli armamenti nucleari, in una scuola un bambino di nome Jeremy decide di scrivere a Superman per chiedergli di liberare il mondo dalle armi nucleari. Lois riceve la lettera di Jeremy per Superman, e Lacy intravede un possibile scoop: Jeremy viene invitato al Daily Planet per una conferenza stampa, e la notizia finisce sul giornale del giorno dopo.
In quello stesso giorno seguente, Superman incontra Jeremy, e insieme al bambino, a Lois e a Lacy, si reca di fronte all'ONU e promette di liberare il mondo da tutte le armi di distruzione di massa. La missione lo terrà impegnato per alcuni giorni nell'orbita del pianeta Terra.
Frattanto, Luthor incontra un generale russo, un affarista bellico americano e un contrabbandiere di armi francese, tre viscidi individui infuriati per aver perso miliardi a causa dell'intervento dell'ultimo figlio di Krypton, e propone loro un affare: lui distruggerà Superman grazie a un clone che è prossimo a creare, e loro potranno commerciare per conto suo un gran numero di armi atomiche e nucleari. Grazie a un capello rubato in un museo, Luthor crea l'Uomo Nucleare, un clone di Superman modificato geneticamente, bombardato di radiazioni nucleari, e, a suo giudizio, l'unico che dovrebbe essere teoricamente in grado di distruggere l'Uomo d'Acciaio.
Attirato con l'inganno nel covo del folle criminale, Superman incontra per la prima volta l'Uomo Nucleare, con cui ingaggia una lotta selvaggia, in cui il nemico di Superman mette in atto diversi cataclismi sul pianeta, tra cui un'eruzione artificiale del Vesuvio. Dopo aver scorrazzato su tutta la Terra e per la sua orbita, l'Uomo Nucleare graffia Superman, rilasciando nel suo sangue le radiazioni letali che, in pochi giorni, gli risulteranno fatali. Tutto il mondo ritiene che Kal-El sia morto, e Lex Luthor conclude affari d'oro nel mondo bellico.
Superman invecchia vistosamente, ma recupera in fretta i suoi superpoteri grazie a un cristallo verde che la madre, Lara, gli indica come «tutto ciò che resta dell'energia di Krypton». Rimessosi in salute, affronta per la seconda volta il perfido clone, che mette fuori combattimento spostando la luna dalla sua orbita convenzionale, in modo da eclissare il sole. L'Uomo Nucleare, infatti, trae la sua energia dal sole, e, in assenza di esso, si "spegne". Tolto di mezzo il rivale, Superman insegue Luthor e lo riporta in carcere, mentre affida il giovane Lenny a un istituto religioso per ragazzi difficili.
Il Daily Planet, grazie a una manovra finanziaria studiata dal vecchio White, riesce a sbarazzarsi di Warfield, recuperando la propria rispettabilità.

## Produzione

### Sviluppo
(Christopher Reeve)
A seguito del flop di critica e pubblico di Superman III e di Supergirl - La ragazza d'acciaio, Ilya Salkind e suo padre Alexander decisero di vendere i diritti di sfruttamento di Superman alla Cannon Films, una piccola casa di produzione indipendente con velleità di diventare una major. I fondatori, Menahem Golan e Yoram Globus, cominciarono a lavorare al quarto film e stanziarono un budget di 36 milioni di dollari, riuscendo a mettere sotto contratto tutti i componenti storici del cast, incluso Gene Hackman. Christopher Reeve era all'inizio riluttante a interpretare nuovamente Superman, ma la Cannon gli offrì la possibilità di partecipare alla stesura del soggetto del film. Reeve allora accettò, ma solo dopo che la casa di produzione si dichiarò disponibile a finanziare un suo progetto personale, Street Smart - Per le strade di New York (1987).
Per la regia, la Cannon propose il progetto a Richard Donner e Richard Lester (i registi dei precedenti film su Superman), ma entrambi rifiutarono. Solo in seguito la casa di produzione decise di ripiegare su Sidney J. Furie. Per dare continuità ai precedenti capitoli, la Cannon assunse la stessa squadra di effetti speciali che aveva lavorato ai film su Superman con i Salkind. Tuttavia, a causa di dispute sul salario, la squadra lasciò la produzione durante la pre-produzione. Reeve contattò Tom Mankiewicz, che aveva sceneggiato i primi due Superman, per scrivere la storia. Mankiewicz rifiutò, ma suggerì a Reeve di includere nella sceneggiatura la corsa agli armamenti nucleari.
Il ruolo dell'antagonista, l'Uomo Nucleare, venne affidato all'esordiente Mark Pillow che venne suggerito dal figlio di Furie. In lingua originale, il personaggio venne doppiato da Gene Hackman. Nelle intenzioni originali, secondo lo sceneggiatore Mark Rosenthal, l'Uomo Nucleare doveva essere una creatura di plastica che aveva la capacità di cambiare forma e dimensioni. In un secondo momento si era pensato di far interpretare il personaggio a Reeve (visto che l'Uomo Nucleare non è altri che un clone di Superman), ma l'idea venne scartata dopo l'assunzione di Pillow.

### Riprese
Poco prima dell'inizio delle riprese, la Cannon, che stava affrontando gravi problemi finanziari, si vide costretta a ridurre il budget da 36 a 17 milioni di dollari. Le riprese vennero così spostate in Inghilterra, nonostante la trama si svolgesse negli USA. Nella pellicola è infatti possibile notare diverse targhe britanniche. Molte scene vennero girate a Milton Keynes, una città del Regno Unito del Sud Est dell'Inghilterra. Come sede del Daily Planet venne scelto l'Avebury Building, mentre un vecchio campo d'aviazione a St Albans si trasformò nella base dell'aeronautica militare americana. Per contenere ulteriormente i costi, molte riprese aeree vennero girate in giorni nebbiosi e nuvolosi e le scene di volo durarono solo un mese (invece di sei).
Il girato finale arrivava a quasi due ore e venti minuti, ma i produttori decisero di accorciarlo a novanta minuti e di usare le riprese non incluse nel montaggio come materiale di partenza per un ipotetico quinto capitolo. Tra le scene eliminate figurarono quelle incentrate sul primo Uomo Nucleare, interpretato da Clive Mantle. A risentire dei tagli nel budget furono soprattutto gli effetti speciali che risultarono caratterizzati dall'ausilio dello schermo blu e da molte scene girate dal vivo con i cavi.

### Scene eliminate
A causa dei problemi finanziari della Cannon, la produzione eliminò molte sequenze dal montaggio finale (come l'incubo di Clark sulla distruzione di Krypton, il viaggio tra il protagonista e Lois in Thailandia, e alcuni spezzoni incentrati sull'Uomo Nucleare e sul suo scontro con Superman). I tagli più gravi furono sicuramente quelli riguardanti il primo Uomo Nucleare, interpretato da Clive Mantle. Il personaggio era molto simile al Bizzarro dei fumetti: era abbastanza forte, ma anche goffo, impacciato e stupido. Per queste ragioni viene facilmente sconfitto da Superman che lo getta all'interno di una torre elettronica, incenerendolo. Le sue ceneri vengono recuperate da Lenny, nipote di Luthor. È solo dopo questo fallimento che la nemesi di Superman decide di usare l'energia solare per creare l'Uomo Nucleare definitivo, interpretato da Pillow.
Esiste anche una scena, non inclusa nei DVD ma presente nel fumetto tratto dal film, che mostra Clark e Lacy Warfield ballare al Metro Club. Sul posto arriva anche il primo Uomo Nucleare che guarda Lacy e se ne innamora. Questa scena è fondamentale per comprendere come mai, nella versione finale, il secondo Uomo Nucleare si invaghisca di Lacy senza averla mai vista: nel fumetto viene infatti sottolineato che i due uomini nucleari condividono gli stessi ricordi. Il taglio di questa scena, dunque, rende l'infatuazione del secondo Uomo Nucleare per Lacy, nel montaggio finale, non solo veloce ma anche forzata.

## Colonna sonora
Le musiche del film furono curate da Alexander Courage. Come per la pellicola, anche l'album uscito nel 1987 subì diversi tagli: vennero eliminate diverse canzoni (quelle di Paul Fishman di Re-Flex) e una piccola campionatura della colonna sonora di Courage (adattando i temi che John Williams aveva composto per Superman e Superman II).

### Tracce

#### Primo disco
1. "Fanfare/Space Saver" (1:48)
2. "Main Title/Back in Time" (5:40)
3. "Pow!/Good Morning" (2:45)
4. "Smoke the Yokes/Nefarious" (1:04)
5. "To Work/Train Stopper" (2:06)
6. "Someone Like You (Lacy's Theme)" (3:17)
7. "Jeremy's Theme" (2:13)
8. "For Real/The Class" (1:43)
9. "Hair Raisers" (0:59)
10. "Lacy/The Visit" (2:27)
11. "First Nuclear Man" (5:24)
12. "Nuke 1 Fight/Ashes" (3:45)
13. "Headline" (2:48)
14. "Fresh Air" (4:33)
15. "United Nations/Net Man" (4:42)
16. "Sunstroke/Enter Nuclear Man 2" (5:25)
17. "Flight to Earth/Introducing Nuclear Man 2" (3:27)
18. "Lacy" (disco version) (2:13)
19. "Lacy's Place" (5:23)
20. "Ear Ache/Confrontation/Tornado" (8:09)
21. "Volcano" (2:18)
22. "Statue of Liberty Fight" (3:44)

Minuti totali: 76:44

#### Secondo disco
1. "Nuclear Man Theme" (2:45)
2. "Down With Flu" (3:12)
3. "Two-Faced Lex/Missile Buildup" (1:39)
4. "Persuader/Awakened" (3:13)
5. "Abducted/Mutual Distrust" (4:43)
6. "Metropolis Fight/Lift to the Moon" (3:36)
7. "Moon Fight/Goodbye Nuke" (5:06)
8. "Come Uppance/Lifted/Quarried/Flying With Jeremy/End Credits" (9:34)
9. "Fresh Air" (album version) (4:35)
10. "Someone Like You (Lacy's Theme)" (slow version) (3:33)
11. "Red Square Band" (0:52)
12. "Superfly Guy" (4:11)
13. "Headphone Heaven" (3:23)
14. "Revolution Now" (4:26)
15. "Saxy Sadie" (4:47)
16. "Krypton Nights" (4:44)
17. "Life's Too Dangerous" (3:14)
18. "Workout" (2:27)
19. "Lois Love" (4:56)

Minuti totali: 75:44

## Distribuzione
Il film uscì 24 giugno 1987 negli Stati Uniti e in Canada.

## Accoglienza

### Incassi
A fronte di un budget di 17 milioni di dollari, il film incassò poco più di 15 milioni di dollari in madrepatria e 36 milioni complessivi in tutto il mondo.

### Critica
Superman IV venne unanimemente bocciato sia dalla critica che dal pubblico, i quali giudicano tuttora il film come una delle peggiori pellicole cinematografiche mai prodotte. Sul sito Rotten Tomatoes il film ha una percentuale di gradimento del 10% basato su 52 recensioni, con un voto medio di 3.0 su 10. Lo stesso Christopher Reeve stroncò la pellicola, giudicandola, nella sua autobiografia, «un errore fin dall'inizio».
La maggior parte dei critici si trovò d'accordo nel sostenere che il film presentava una trama debole e confusa, non supportata dagli scadenti effetti speciali. Ai Razzie Awards 1987 ottenne due nomination per la peggior attrice non protagonista a Mariel Hemingway e per i peggiori effetti visivi. Nel 2010, la rivista Empire lo classificò al 40º posto nella lista dei 50 film peggiori di sempre votati dai lettori.

## Sequel
Nonostante l'insuccesso di pubblico e critica di Superman IV, la Cannon Films pianificò di produrre un'ulteriore pellicola sull'Uomo d’Acciaio diretta da Albert Pyun, da distribuire nell'estate del 1989. I problemi finanziari della Cannon, tuttavia, bloccarono il progetto sul nascere e così Ilya Salkind riacquistò i diritti di sfruttamento del personaggio, incaricando Cary Bates e Mark Jones di scrivere Superman V (che venne intitolato in corso d'opera Superman: The New Movie). Vennero realizzate tre sceneggiature, l'ultima delle quali completata nell'agosto del 1992. Nonostante una sceneggiatura ambiziosa e il ritorno di Christopher Reeve nel ruolo di Superman, il film non vide mai luce perché i Salkind, colpiti da alcuni problemi finanziari, vendettero i diritti di sfruttamento del personaggio alla Warner Bros.